# Bezengui
Bezengui (en russe : Безенги́, en karatchaï balkar : Бызынгы, Byzngy) est un village du raïon du Tcherek de la Kabardino-Balkarie, en Russie. Sa population s'élevait à 1 269 habitants en 2023.

## Géographie
Bezengui est située dans la république de Kabardino-Balkarie, un sujet de Ciscaucasie de la Russie. Le village se trouve dans le district fédéral du Caucase du Nord. Bezengui est l'une des localités du raïon du Tcherek, une subdivision de la république dont le centre administratif est le village de Kachkhataou. Le village forme l'établissement rural de Bezengui, une municipalité dont il est la seule localité.

## Démographie
Recensements (*) et estimations de la population,,,,
:
| 2002 * | 2010* | 2021* | 2023  | - |
| ------ | ----- | ----- | ----- | - |
| 1 000  | 1 006 | 1 262 | 1 269 | - |

Selon le recensement de 2002, il y avait 90 % de Balkars sur les 1 000 habitants du village,,,,
.